# Contro Ippoterse
Contro Ippoterse è un'orazione di Lisia non pervenutaci completa, bensì solo in frammenti. Rimane la fine dell'orazione, contenuta in un papiro di Ossirinco. È importante dal momento che in essa l'autore si riferisce a sé stesso, alcuni degli avvenimenti trattati sono inoltre gli stessi dell'orazione Contro Eratostene.